# Sylvia Hitchcock
Sylvia Louise Hitchcock (Haverhill, 31 gennaio 1946 – Lake Wales, 17 agosto 2015) è stata una modella statunitense, incoronata Miss Universo 1967.

## Biografia
Nata a Haverhill, ma cresciuta a Miami, dopo aver vinto il titolo di Miss USA nel 1967, Sylvia Hitchcock decise di non continuare i propri studi universitari presso l'Università dell'Alabama. In precedenza la Hitchcock aveva vinto anche il titolo di Miss Alabama.
A luglio 1967 era divenuta la prima Miss USA a vincere il titolo di Miss Universo da quando lo aveva vinto Linda Bement nel 1960. Dopo un anno di regno trascorso a New York, ritornò a Miami, dove lavorò presso una stazione televisiva. Nel 1972 tornò al concorso per Miss Universo, vinto da Kerry Anne Wells, nei panni di giurata.
Visse gli ultimi anni della sua vita a Lake Wales, in Florida, dove morì a causa di un tumore.
Aveva sposato nel 1970 William Carson, l'inventore di una macchina agricola per la raccolta di frutta, al quale diede tre figli, Jonathan, Christianne e Will.
Fu membro della sorellanza Chi Omega.